# Радич, Воислав
Воислав (Воя) Радич (серб. Војислав Воја Радић; 4 августа 1902, Доне-Конювце — 13 июля 1977, Белград) — югославский военачальник, в годы Второй мировой войны командир первых танковых частей Югославской армии (1-я и 2-я танковые бригады), Народный герой Югославии. В послевоенные годы — депутат Скупщины и директор завода «Црвена застава» в Крагуеваце.

## Биография
Родился 4 августа 1902 в деревне Доне-Конювце недалеко от Лесковаца. Начальную школу не успел окончить ввиду начала Первой мировой войны, в межвоенные годы работал металлистом на заводе. Участвовал в одной забастовке на белградском заводе, после чего был уволен. Перебрался в Крагуевац, где стал активистом рабочего движения. В 1933 году был избран председателем союза работников тяжёлой промышленности Крагуеваца. В 1940 году был принят в Коммунистическую партию Югославии.
После начала войны Югославии с Германией Радич стал одним из инициаторов антифашистского движения в Крагуеваце и его окрестностях. Именно он вошёл в число полуторасот первых партизан, которые ещё до нападения Германии на СССР начали вести диверсии (обрыв телефонных линий, спил телеграфных столбов, подмена указателей и т.д.). По распоряжени партийной ячейки на Военно-техническом заводе в ночь с 6 на 7 августа 1941 группа Радича подожгла бараки на оружейной фабрике, стремясь захватить произведённое оружие и передать его партизанам Крагуевацкого отряда. Несмотря на то, что поджог прошёл успешно, некоторые из диверсантов замешкались во время разбора захваченного оружия и попались на глаза охране. Воислав Радич оказался в числе замешкавшихся и попал в плен к немцам, но сбежал из тюрьмы. В августе 1941 года он вступил в Крагуевацкий партизанский отряд, где командовал 1-й ротой (с ней он участвовал в боях за Книч и Левац). Рота прославилась тем, что организовала подрыв железной дороги Крагуевац-Кралево и атаковала железнодорожную станцию Крагуеваца 29 сентября 1941, уничтожив большое количество гитлеровцев.
После разгрома Бихачской республики Радич отступил за Санджак вместе с основными силами партизанских войск и 21 декабря 1941 после формирования 1-й пролетарской ударной бригады был назначен заместителем командира 3-го крагуевацкого батальона. В 1942 году он также стал офицером разведки в бригаде, а в сентябре 1943 года и командиром 1-го танкового батальона 1-й пролетарской дивизии.
В конце 1943 года Воислав отправился с 96 бойцами сначала в Италию, а затем и Египет, где прошёл курсы бойцов диверсионных подразделений, которые обещали провести британские и американские войска специально по просьбе югославской армии. В Египте Радич встретился с огромным количеством солдат югославской королевской армии, которые воевали в составе британских войск, и словенцев из итальянской армии, разоружённых британцами. Вместе с ними Радич сумел развить активное сотрудничестве, сообщив им о положении в Югославии. Около 3 тысяч из тех солдат вступили в Народно-освободительную армию Югославии.
По возвращении из Египта Воислав Радич был принят Верховным главнокомандующим Иосипом Брозом Тито, который командировал его в Москву с целью договориться о поставке танков югославской армии. Радич маршрутом через Бессарабию добрался до Москвы, а затем уже вместе с танковыми частями под его командованием через Румынию и Болгарию вернулся в Югославию и продолжил освобождение страны. С августа 1944 года он командовал 1-й танковой бригадой, в марте 1945 года уже командовал 2-й танковой бригадой. 12 апреля 1945 его танковая бригада прорвала Сремский фронт.
После освобождения Югославии Радич занимал должность директора завода «Црвена застава» в Крагуеваце. Вышел в отставку в ноябре 1956 года в звании генерал-майора по причине болезни. Позднее был депутатом Скупщины СР Сербии и Союзной Скупщины Югославии. Скончался 13 июля 1977 в Белграде, похоронен на Аллее народных героев. Был награждён рядом орденов и медалей, в числе которых югославский Орден Народного героя (звание Народного героя присуждено 27 ноября 1953) и советский Орден Отечественной войны I степени (15 октября 1945).
Его имя с 1 сентября 1972 года носит Центр технического образования в Крагуеваце .